# Laonice hermaphroditica
Laonice hermaphroditica är en ringmaskart som beskrevs av Blake och Kudenov 1978. Laonice hermaphroditica ingår i släktet Laonice och familjen Spionidae. Inga underarter finns listade i Catalogue of Life.